# Davide Martello
Davide Martello (Lörrach, 1 de noviembre de 1981) es un pianista alemán y músico itinerante de ascendencia italiana. Es conocido por viajar por zonas en conflicto para tocar su piano de media cola, que lleva detrás de su bicicleta con un remolque motorizado. Ha sido reconocido por el Parlamento Europeo por su «destacada contribución a la cooperación europea y a la promoción de los valores comunes».

## Carrera
Durante las protestas en Turquía en 2013, la noche del 12 de junio participó con su piano de cola en un concierto en la plaza Taksim, ante miles de personas. La velada transcurrió de forma pacífica y sin presencia policial, aunque al día siguiente las autoridades confiscaron su piano.
También se presentó durante la revolución de Maidan en Kiev y en Donetsk durante la guerra del Donbás. En 2015, actuó en los lugares donde ocurrieron los atentados de enero en Île-de-France. Ese mismo año, el 14 de noviembre, tras los atentados de París, llegó en bicicleta con su piano de cola al teatro Bataclán —donde habían muerto 89 personas en el ataque terrorista— y tocó «Imagine» de John Lennon como homenaje a las víctimas, frente a la multitud reunida en el lugar.
El 6 de octubre de 2018, participó en una manifestación en Alemania en protesta contra la tala del bosque de Hambach para ampliar una mina a cielo abierto. En marzo de 2019, cuando iba a tocar en un muelle de San Francisco, su piano sufrió daños tras un accidente en una colina de Bay Street, pero logró repararlo lo suficiente para poder presentarse como estaba previsto.
En junio de 2020, ofreció un concierto en Minneapolis durante las protestas por el asesinato de George Floyd. En marzo de 2022, tocó en la frontera entre Ucrania y Polonia para acompañar a los refugiados que huían de la invasión rusa.
El 5 de abril de 2025, actuó en Niš, Serbia, en apoyo a los estudiantes que se manifestaban en distintas ciudades del país. Sin embargo, al día siguiente, a las cuatro de la mañana, la policía se presentó para informarle que sería deportado por haber desviado el objetivo declarado de su visita.